# Dumbija
Dumbija (en serbe cyrillique : Думбија) est un village de Serbie situé dans la municipalité de Trgovište, district de Pčinja. Au recensement de 2011, il comptait 8 habitants.

## Démographie
| 1948 | 1953 | 1961 | 1971 | 1981 | 1991 | 2002 | 2011 |
| ---- | ---- | ---- | ---- | ---- | ---- | ---- | ---- |
| 198  | 201  | 212  | 154  | 88   | 53   | 36   | 8    |

|  |